# Map of the Human Soul
Albums de Epik High
High Society
(2004)
Map of the Human Soul est le premier album du groupe sud-coréen Epik High, sorti le 21 octobre 2003.

## Liste des pistes
| No  | Titre                                   | Auteur                                      | Producteur(s)          | Durée |
| --- | --------------------------------------- | ------------------------------------------- | ---------------------- | ----- |
| 1.  | GO                                      | Tablo, Mithra Jin, Gaeko                    | Gaeko (de Dynamic Duo) | 4:45  |
| 2.  | 풍파 (featuring 한상원)                 | Tablo, Mithra Jin, J-Win                    | J-Win                  | 4:04  |
| 3.  | I Remember (feat. kensie)               | Tablo, Mithra Jin, Gaeko, J-win             | Gaeko                  | 3:40  |
| 4.  | 하늘에게 물어봐 (featuring Dynamic Duo) | Tablo, Mithra Jin, Gaeko, J-Win, Choi Ja    | Gaeko                  | 4:09  |
| 5.  | 10년 뒤에 (featuring Leeds)             | Tablo, Mithra Jin, Dynamic Duo, TBNY, J-Win | J-Win                  | 4:23  |
| 6.  | Lesson One (Tablo's Word)               | Tablo, Dynamic Duo, J-Win                   | J-Win                  | 3:01  |
| 7.  | 그녀가 불쌍해 (featuring Lyn)           | Tablo, Mithra Jin, Choi Ja                  | Choi Ja                | 4:07  |
| 8.  | Street Lovin' (featuring Joo Suc)       | Tablo, Mithra Jin, Joosuc                   | Joosuc                 | 3:47  |
| 9.  | Love Song (featuring 박성웅)            | Epik High                                   | J-Win                  | 4:45  |
| 10. | 고독 恨 사랑 (Mithra's Word)            | Mithra Jin                                  | J-Win                  | 2:39  |
| 11. | Free Love                               | Tablo, Mithra Jin                           | J-Win                  | 3:45  |
| 12. | Get High                                | Tablo, Mithra Jin, J-Win                    | J-Win                  | 3:49  |
| 13. | 유서 (featuring TBNY)                   | Tablo, Mithra Jin, Topbob, Yankie           | Yankie (de TBNY)       | 4:46  |
| 14. | 막을내리며 (Dedication)                 | Tablo, Mithra Jin                           | J-Win                  | 4:00  |